# Tatochila distincta
Tatochila distincta is een vlindersoort uit de familie van de Pieridae (witjes), onderfamilie Pierinae.
Tatochila distincta werd in 1916 beschreven door Jörgensen.